# Unterseeboot 23 (1912)
Pour les articles homonymes, voir Unterseeboot 23.
Le sous-marin allemand Unterseeboot 23 (Seiner Majestät Unterseeboot 23 ou SM U-23), navire de tête de type U 23 a été construit par la Germaniawerft de Kiel, et lancé le 12 avril 1912 pour une mise en service le 11 septembre 1913. Il a servi pendant la Première Guerre mondiale sous pavillon de la Kaiserliche Marine.

## Caractéristiques techniques
Le U-Boot SM U-23 mesurait 64,7 mètres de long, 6,32 m de large et 7,68 m de haut. Il déplaçait 685 tonnes en surface et 878 tonnes en immersion. Le système de propulsion du sous-marin était composé d'une paire de moteurs diesel à deux temps de 8 cylindres fabriqués par Germania de 1 800 CV (1 320 kW) pour une utilisation en surface, et de deux moteurs électriques à double dynamos construits par SSW de 1 200 CV (880 kW) pour une utilisation en immersion. Les moteurs électriques étaient alimentés par un banc de deux batteries de 110 cellules. Ce SM U-23 pouvait naviguer à une vitesse maximale de 16,7 nœuds (30,9 km/h) en surface et de 10,3 nœuds (19,1 km/h) en immersion. La direction était contrôlée par une paire d'hydroplanes à l'avant et une autre paire à l'arrière, et un seul gouvernail.
Le SM U-23 était armé de quatre tubes torpilles de 50 centimètres (19,7 pouces), qui étaient fournis avec un total de six torpilles. Une paire de tubes était située à l'avant et l'autre à l'arrière. Il était équipée d'un canon SK L/30 de 8,8 cm (3,5 in) pour une utilisation en surface.
Le SM U-23 était manœuvré par 4 officiers et 31 membres d'équipage.

## Histoire
Le SM U-23 a été "appâté" et pris au piège lors de l'attaque du Q-ship Princess Louise et torpillé par le sous-marin britannique HMS C27 au large de Fair Isle, dans les Shetland, en Écosse à la position géographique de 58° 55′ N, 0° 14′ E. Vingt-quatre membres d'équipage sont morts et dix ont survécu.

## Commandants
- Kapitänleutnant (Kptlt.) Erwin Weisbach du 1er août 1914 au 25 novembre 1914
- Kapitänleutnant (Kptlt.) Hans Adam du 26 novembre 1914 au 17 décembre 1914
- Kapitänleutnant (Kptlt.) Egewolf Freiherr von Berckheim du 18 décembre 1914 au 12 janvier 1915
- Oberleutnant zur See (Oblt.) Hans Schultheß du 13 janvier 1915 au 20 juillet 1915

## Flottilles
- Flottille IV du 1er août 1914 au ?
- Flottille III du ? au 20 juillet 1915

## Patrouilles
Le SM U-23 a effectué 3 patrouilles pendant son service.

## Palmarès
Le SM U-23 a coulé 7 navires marchands pour un total de 8 822 tonneaux.
| Date         | Nom du navire | Nationalité | Tonnage | Fait  |
| ------------ | ------------- | ----------- | ------- | ----- |
| 13 mars 1915 | Invergyle     | Royaume-Uni | 1 794   | Coulé |
| 15 mars 1915 | Fingal        | Royaume-Uni | 1 562   | Coulé |
| 15 mai 1915  | Martha        | Danemark    | 1 182   | Coulé |
| 19 mai 1915  | Chrysolite    | Royaume-Uni | 222     | Coulé |
| 19 mai 1915  | Crimond       | Royaume-Uni | 173     | Coulé |
| 19 mai 1915  | Lucerne       | Royaume-Uni | 154     | Coulé |
| 22 mai 1915  | Minerva       | Norvège     | 3 735   | Coulé |